# Paul Gavan
Paul Gavan (ur. 29 listopada 1965 w Londynie) – irlandzki polityk i działacz związkowy, senator.

## Życiorys
Absolwent europeistyki na University of Limerick. Został działaczem związkowym w ramach organizacji SIPTU. Dołączył do Sinn Féin, objął funkcję rzecznika partii do spraw edukacji i praw pracowniczych. W 2016 i 2020 wybierany w skład Seanad Éireann jako przedstawiciel panelu pracowniczego (z rekomendacją centrali związkowej Irlandzkiego Kongresu Związków Zawodowych).